# Мементо морі (фільм)
«Мементо Морі» — радянський художній фільм 1991 року режисера Миколи Гейка. Фільм знімався в Україні, в місті Помічна, Кіровоградська область. 

## Сюжет
Дія фільму відбувається у невеликому провінційному містечку на півдні України. Дружна компанія хлопчаків весело проводить час, беручи участь в бійках з сусідніми підлітками, хвацько катаючись на дахах поїздів і займаючись ловом птахів. Однак після безглуздої загибелі одного з хлопчиків в їх відносинах настає розкол.

## У ролях
- Олександр Киричук —  Вітька Дикий
- Олександр Пономарьов —  Сенько
- Олександр Лепьохін —  Міша
- Максим Кузьменко —  Діма
- Михайло Кононов —  залізничник
- Наталія Хорохоріна —  мати Сенька
- Антон Андросов — епізод
- Сергій Барабанщиков —  Німий
- Микола Гейко — епізод
- Валерій Гончар — епізод
- Ірина Лосєва — епізод
- Віталій Царегородцев — епізод
- Георгій Клюєв — епізод

## Знімальна група
- Режисер — Микола Гейко
- Сценаристи — Дмитро Воронков, Микола Гейко
- Оператори — Володимир Архангельський, Михайло Скріпіцин
- Композитор — Ігор Назарук
- Продюсер — Михайло Литвак